# Accettura
Accettura község (comune) Olaszország Basilicata régiójában Matera megyében.

## Fekvése
A Gallipoli Cognato–Piccole Dolomiti Lucane regionális park területén fekszik.

## Története
A város elődjét az ókorban alapították a Görögországból ideérkező telepesek. Ennek bizonyítékai egy négyszögletes, korabeli erődítmény romjai. Első írásos említése, Achitorem  néven, 1060-ból származik, amikor II. Miklós pápa a tricariói érsekségnek adományozta a vidéket. 1272-ben egy tűzvész során a város teljesen elpusztult de I. Anjou Károly uralkodása idején ujjáépítették. A középkor során a Bazzano, Caraffa, majd Colonna nemesi családok birtoka volt. 

## Népessége
A népesség számának alakulása:

## Főbb látnivalói
- a 16. századi San Nicola-templom
- az 1585-ben épült Sant’Antonio-templom